# Valerius von Rothkirch und Panthen
Friedrich Anton Valerius Freiherr von Rothkirch und Panthen (* 23. November 1832 in Oels; † 30. September 1883 auf Schloss Panthenau, Landkreis Goldberg, Provinz Schlesien) war ein deutscher Rittergutsbesitzer.

## Leben
Valerius von Rothkirch und Panthen wurde als Sohn des Freiherrn Friedrich von Rothkirch und Panthen (* 12. Februar 1795; † 2. Januar 1857) und der Henriette geb. von Tempelhof (* 3. September 1796; † 30. November 1868) geboren. Nach dem Besuch des Gymnasiums in Schweidnitz studierte er an der Universität Bonn Rechts- und Kameralwissenschaften sowie an der Landwirtschaftlichen Hochschule Poppelsdorf Landwirtschaft. 1853 wurde er Mitglied des Corps Borussia Bonn. Er wurde Chef des Freiherrlichen Hauses Rothkirch und Panthen, Besitzer des Majorats Rothkirch und des Allodialritterguts Niederlangenwaldau. Er war Amtsvorsteher sowie Landesältester und Kreisdeputierter des Landkreises Liegnitz.
Am Deutschen Krieg nahm von Rothkirch als Oberleutnant der Landwehr im Kürassier-Regiment „Herzog Friedrich Eugen von Württemberg“ (Westpreußisches) Nr. 5 und am Deutsch-Französischen Krieg als Rittmeister und Eskadron-Chef im 3. Reserve-Dragoner-Regiment teil. Er schrieb literarische Beiträge für die Kreuzzeitung und verfasste die 1879 erschienene Geschichte des Geschlechts Rothkirch.

## Familie
Valerius von Rothkirch und Panthen heiratete am 28. November 1854 Elisabeth von Prittwitz und Gaffron (* 8. April 1833). Das Paar hatte mehrere Kinder:
- Marie Henriette Hildegard (* 2. September 1855)[2]
- Hans Siegismund Friedrich (* 10. Januar 1858; † 20. Oktober 1906)

⚭ 1885 Toni Planinsegg (* 30. April 1856; † 7. Mai 1900); Sohn Wolf Siegesmund Valerius Severin von Rothkirch und Panthen  (* 10. September 1889)
⚭ 1903 Magarethe Thamm (* 27. Januar 1878) (wiederverheiratete von Saucken)
- Wolf Ernst Sigismund (1859–1859)
- Armgard Hedwig Adelheid (* 22. Juni 1860)
- Agnes Lonny Luitgard (* 12. November 1864) ⚭ 1889 Rudolf Marx, Kaufmann

## Schriften
- Valerius von Rothkirch und Panthen auf Rothkirch: Stammbuch des Geschlechts von Rothkirch. Joseph Max & Comp., Buchdruckerei Robert Nischkowsky, Breslau 1879. S. I–VI; S. 1–267.